# Willi Fischer (Politiker, 1920)
Willibrord „Willi“ Fischer (* 15. November 1920 in Mayen; † 2. September 1991 in Worms) war ein deutscher Politiker (SPD).

## Leben
Willi Fischer, geboren in der Eifel als Sohn von Katharina Fischer, geborener Hennerici, und des Steinsetzmeisters Willi Fischer, besuchte ein Gymnasium. Er beantragte am 15. November 1938 die Aufnahme in die NSDAP und wurde zum 1. September 1939 aufgenommen (Mitgliedsnummer 7.127.773). Von 1939 bis 1945 war er bei der Wehrmacht.
Von 1945 bis 1948 absolvierte er ein Studium der Rechtswissenschaft an der Universität Köln, 1950 wurde er zum Dr. jur. promoviert. Von 1950 bis 1953 war er in der Privatwirtschaft als angestellter Geschäftsführer in der Auto- und Mineralölbranche tätig. Fischer trat 1949 in die SPD ein, war unter anderem Mitglied des Landesvorstands Rheinland-Pfalz. Von 1953 bis 1958 war er Rechtsschutzsekretär beim DGB Neuwied und von 1958 bis 1963 Amtsbürgermeister in Bad Hönningen. Anschließend war der in Worms Lebende von 1963 bis 1969 Landrat des Kreises Worms. Fischer gehörte dem Deutschen Bundestag von 1969 bis 1980 an. Er wurde jedes Mal im Bundestagswahlkreis Worms direkt gewählt.
Willi Fischer war katholisch, ab 1948 mit Irmgard Fischer, geborener Utesch, verheiratet, hatte einen Sohn (Jörg) und jagte gern.